# Оджеббио
Оджеббио (итал. Oggebbio) — коммуна в Италии, располагается в регионе Пьемонт, в провинции Вербано-Кузьо-Оссола.
Население составляет 903 человека (2008 г.), плотность населения составляет 45 чел./км². Занимает площадь 20 км². Почтовый индекс — 28824. Телефонный код — 0323.
Покровителями коммуны почитаются святые апостолы Пётр и Павел, празднование 29 июня. 

## Демография
Динамика населения:

## Администрация коммуны
- Официальный сайт: http://www.comune.oggebbio.vb.it/ Архивная копия от 17 апреля 2010 на Wayback Machine